# 8328 Uyttenhove
8328 Uyttenhove eller 1981 QQ2 är en asteroid i huvudbältet som upptäcktes den 23 augusti 1981 av den belgiske astronomen Henri Debehogne vid La Silla-observatoriet. Den är uppkallad efter Jozef Uyttenhove.